# Melanocallis caryaefoliae
Melanocallis caryaefoliae  (лат.) — род тлей из подсемейства Calaphidinae (Panaphidini). Встречается в Неарктике. Единственный представитель рода Melanocallis Oestlund, 1923.

## Описание
Мелкие насекомые, длина тела около 1 мм. Ассоциированы с растениями Carya из семейства Juglandaceae. Близок к тлям рода Tinocallis. Диплоидный набор хромосом 2n=14.